# تامی بنفورد
تامی بنفورد (انگلیسی: Tommy Benford; ۱۹ آوریل ۱۹۰۵ – ۲۴ مارس ۱۹۹۴) موسیقی‌دان جاز اهل ایالات متحده آمریکا بود.